# Joan Larzac
Joan Larzac (nacido como Joan Roqueta, en francés Jean Rouquette; Sète, 13 de febrero de 1938) es un sacerdote, escritor en idioma occitano, concretamente del dialecto languedociano y crítico literario en esta misma lengua. 

## Biografía
Nació en Sète (Francia) y es hermano del también escritor y político languedociano Ives Roqueta.
Por su vínculo con la profesión de cura, la gran mayoría de las obras de Joan Larzac están marcadas por la presencia de la fe, de la religión y de la erudición. Dirigió durante la primera mitad de los años '70 la sección literaria del Institut d'Estudis Occitans (IEO). A través de su larga carrera de escritor en occitano, ha obtenido numerosos premios por sus poesías. 
En 1962, recibió el Grand Premio de las Letras Occitanas gracias a su primer compilación de poemas Sola Deitas: camin de crotz que fue publicado un año más tarde en la colección Messatges del IEO. En 1988, recibió el Premio Antigòna por la edición de su primera antología: Òbra Poetica. 
Algunas de sus obras han sido traducidas al bretón.

## Obras literarias

### Poesía
- "Sola deitas: camin de crotz" - Edi. IEO - Col. Messatges - 1963
- "Contristòria" - Edi. IEO - Col. Messatges - 1967
- "L'estrangier del dedins" - Edi. 4 vertat - 1968
- "Breiz atao" - Edi. IEO - Col. Messatges - 1969
- "La boca a la paraula, que pòt plan dire que ja non siague d'ela" - Edi. IEO - Col. Messatges - 1971
- "L'étranger du dedans et autres poèmes politiques" - Edi. P-J Oswald - Col. Poésie d'òc - 1972
- "Òbra poëtica" - Edi. IEO - Antología poetica - 1986
- "Dotze taulas per Nòstra Dòna" - Auto edición de l'autor - 1990
- "Ai tres òmes a taula, a miègjorn" - Edi. Letras d'òc - 2007
- "Se rauqueja ma votz" - Edi. Letras d'òc - 2019
- "L'an que ven d'onte ven" - Edi. IEO E...rau - 2021

### Ensayos
- "La musica occitana" - Edi. IEO - 1970
- "Anthologie de la poésie religieuse occitane" - Edi. Privat - 1972
- "Per una lectura politica de la bíblia" - Edi. IEO - Col. A tots - 1973
- "Descolonisar l'istòria occitana T.II - L’enemic dins la clòsca" - Edi. IEO - Col. A tots - 1977
- "Descolonisar l'istòria occitana T.I - Redusières de caps" - Edi. IEO - Col. A tots - 1980
- "La littérature d'oc, Que sais-je ?" - Edi. PUF - Col. Que sais-je? - 1980
- "Istòria de l'art occitan" - Edi. IEO - 1989
- "La bíblia del dimenge e de las fèstas" - Edi. CIDO - 1997
- "Sant Peire de l'Arma, la dança macabra" - Edi. Chambra d'Òc - Col. Viure lo país - 2005

### Reversiones
- "Francés d'Assisi" - Edi. IEO - Col. A tots - 1978
- "La Bíblia - Ancian Testament" -Edi. Letras d'òc - 2013
- "La Bíblia - Novèl Testament" - Edi. Letras d'òc - 2016